# Кезвиран
Кезвиран (на гръцки: Κύμη, Кими) е село в Гърция, разположено на територията на дем Козлукебир (Ариана), област Източна Македония и Тракия.

## География
Селото е разположено на южните склонове на Родопите. Селото се намира почти на самата граница с България.

## История
Към 1942 година в село Кезвиран (Кезвирен) живеят 324 помаци.